# 姫宮駅

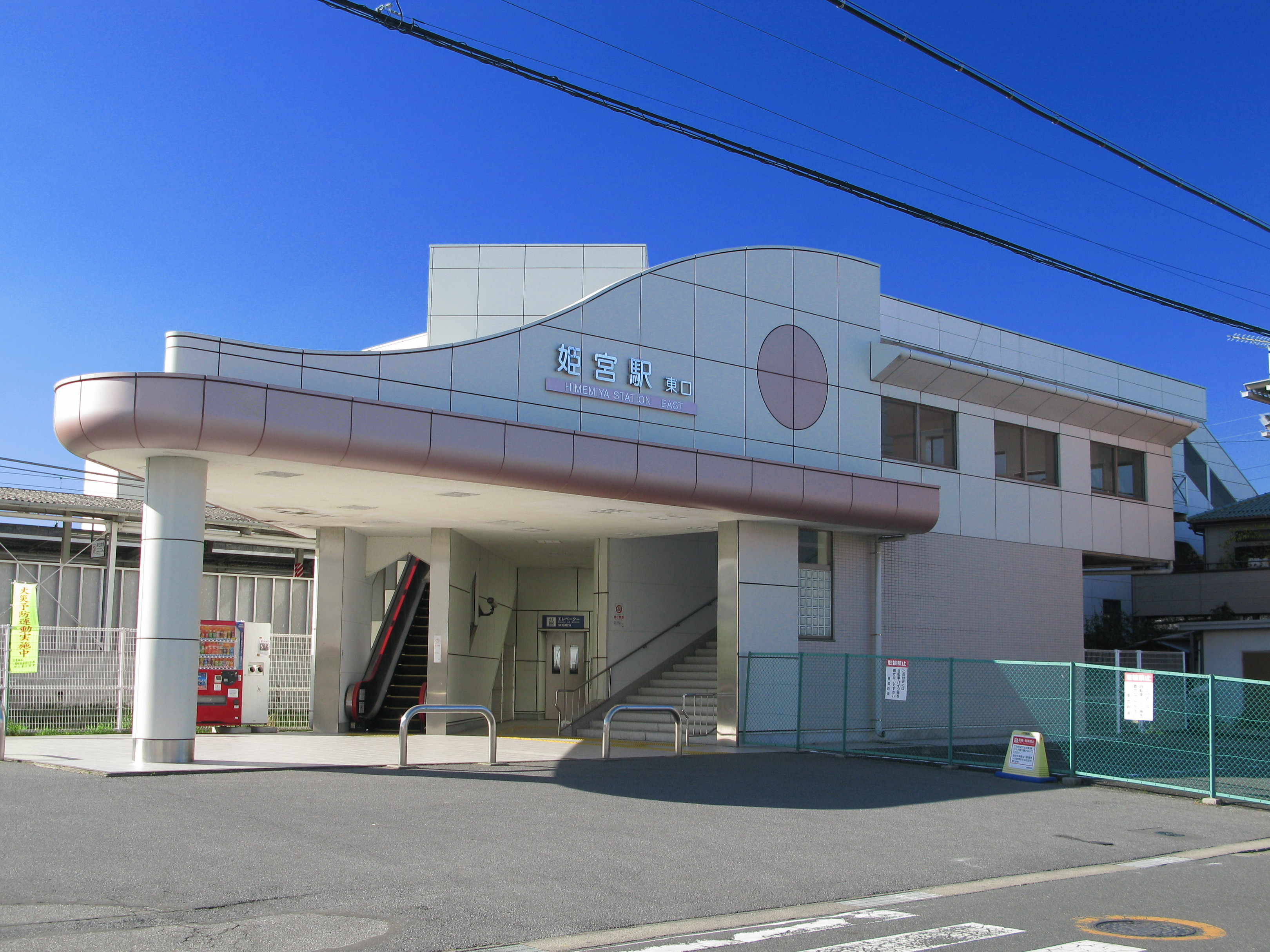
東口外観（2012年11月）

姫宮駅（ひめみやえき）は、埼玉県南埼玉郡宮代町川端一丁目にある東武鉄道伊勢崎線の駅である。「東武スカイツリーライン」の愛称区間に含まれる。駅番号はTS 29。

## 年表
- 1927年（昭和2年）9月1日：開設[1][2]。
- 2001年（平成13年）3月13日：橋上駅舎化。同時にエレベーター・エスカレーター使用開始。
- 2011年（平成23年）11月11日：発車メロディ導入。
- 2013年（平成25年）3月16日：ダイヤ改正に伴い、日中の区間準急廃止[3]。日中は東京メトロ日比谷線直通列車のみ運行となり、浅草駅発着列車は朝と夜の時間帯のみ運行となった[3]。

## 駅構造
相対式ホーム2面2線を有する地上駅。橋上駅舎を備える。橋上駅舎化前は改札口が東口（1番線側）のみであったため、西口からは改札外の跨線橋を渡る必要があり、西口から下りホームへ行く際は改札外と改札内の跨線橋を2回渡らなければならなかった。
半蔵門線・東急田園都市線方面直通列車は、準急運転時間帯の朝・深夜のみ当駅へ停車する。そのため、ホーム有効長は10両編成分である。

### のりば
| 番線 | 路線                   | 方向 | 行先 |
| ---- | ---------------------- | ---- | --- |
| 1    | 東武スカイツリーライン | 上り | 春日部・北千住・とうきょうスカイツリー・浅草・ 日比谷線 中目黒・ 半蔵門線 渋谷・ 東急田園都市線 中央林間方面 |
| 2    | 東武スカイツリーライン | 下り | 東武動物公園・ 伊勢崎線 久喜・ 日光線 南栗橋方面                                                             |

- 上記路線名は旅客案内上の名称（「東武スカイツリーライン」は愛称）で表記している。

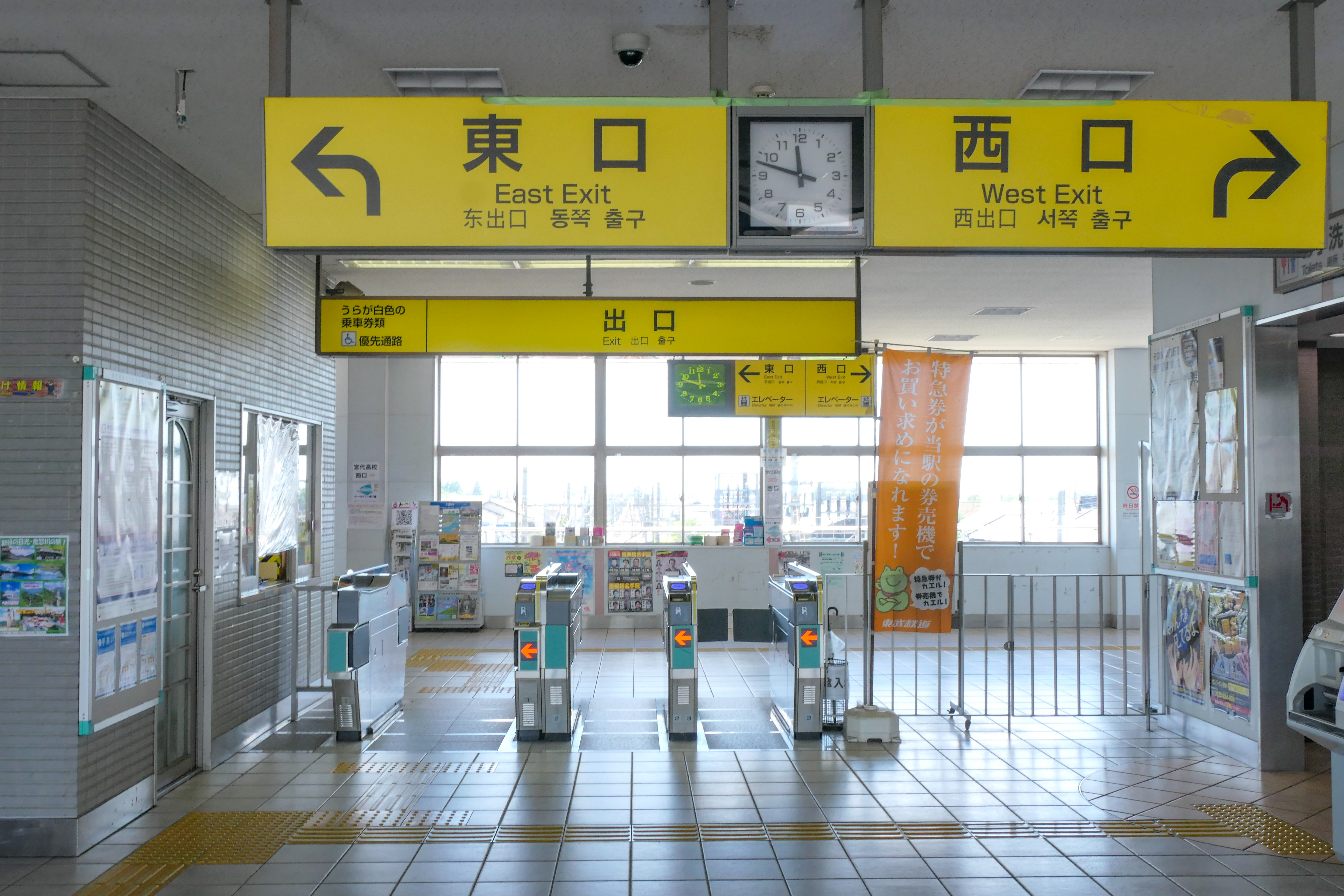
改札口（2021年8月）
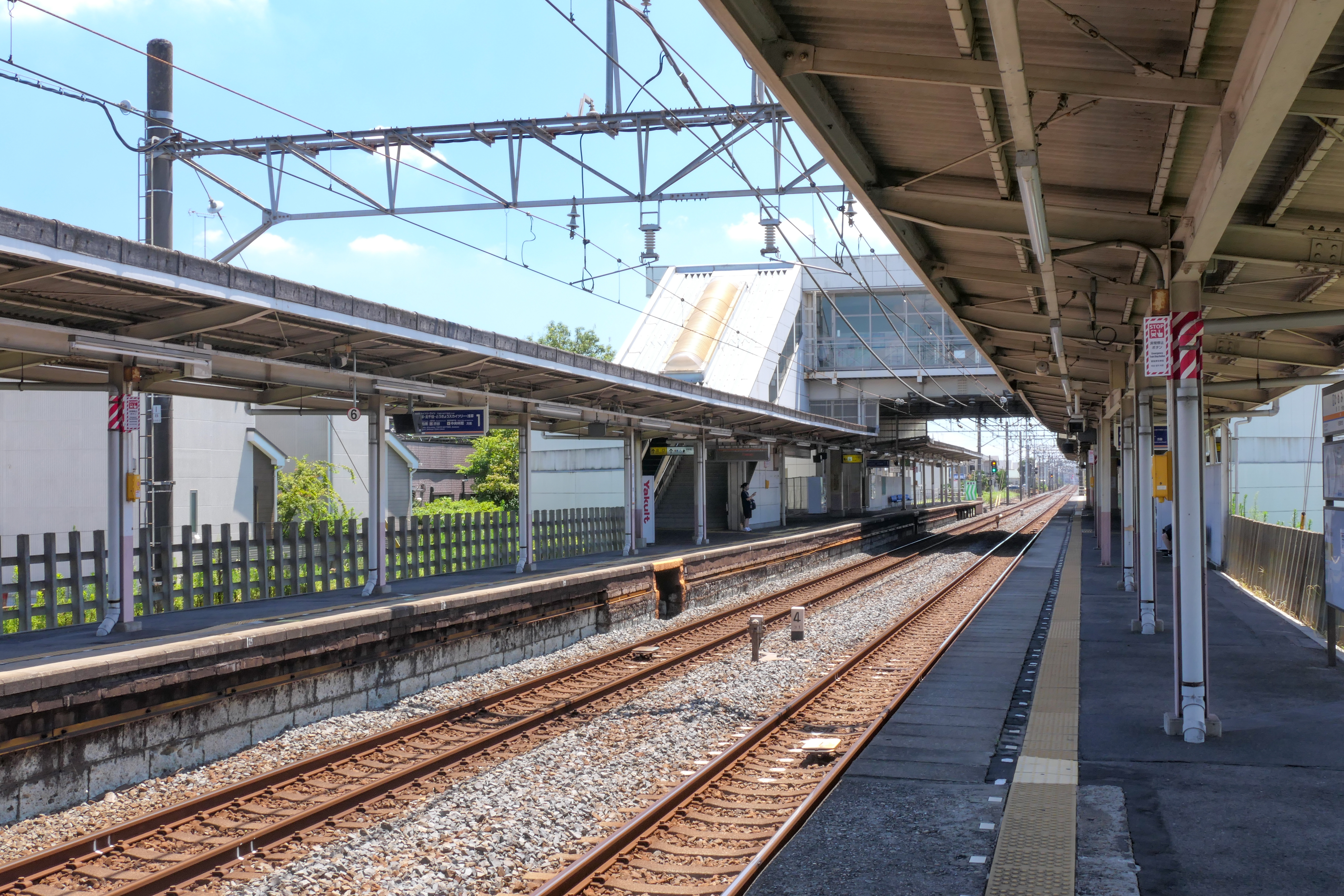
ホーム（2021年8月）

## 利用状況
2024年度（令和6年度）の1日平均乗降人員は4,651人である。東武スカイツリーライン愛称区間では堀切駅に次いで乗降人員が少ない。
近年の1日平均乗降人員の推移は以下の通り。
| 年度               | 1日平均乗降人員 | 1日平均乗降人員 | 1日平均乗降人員 | 1日平均乗降人員 |
| 年度               | 総数            | 定期            | 定期外          | 出典            |
| ------------------ | --------------- | --------------- | --------------- | --------------- |
| 1993年（平成05年） | 6,871           | 5,304           | 1,567           |                 |
| 1994年（平成06年） | 6,780           | 5,188           | 1,592           |                 |
| 1995年（平成07年） | 6,824           | 5,262           | 1,562           |                 |
| 1996年（平成08年） | 6,841           | 5,252           | 1,589           |                 |
| 1997年（平成09年） | 6,686           | 5,104           | 1,582           |                 |
| 1998年（平成10年） | 6,465           | 4,878           | 1,587           |                 |
| 1999年（平成11年） | 6,265           | 4,680           | 1,585           |                 |
| 2000年（平成12年） | 6,206           | 4,620           | 1,586           |                 |
| 2001年（平成13年） | 6,019           | 4,420           | 1,599           |                 |
| 2002年（平成14年） | 5,891           | 4,276           | 1,615           |                 |
| 2003年（平成15年） | 5,766           | 4,142           | 1,624           |                 |
| 2004年（平成16年） | 5,638           | 4,070           | 1,568           |                 |
| 2005年（平成17年） | 5,675           | 4,084           | 1,591           |                 |
| 2006年（平成18年） | 5,642           | 4,028           | 1,614           |                 |
| 2007年（平成19年） | 5,590           | 3,942           | 1,648           |                 |
| 2008年（平成20年） | 5,589           | 3,936           | 1,653           |                 |
| 2009年（平成21年） | 5,518           | 3,914           | 1,604           |                 |
| 2010年（平成22年） | 5,250           | 3,688           | 1,562           |                 |
| 2011年（平成23年） | 5,171           | 3,656           | 1,515           |                 |
| 2012年（平成24年） | 5,272           | 3,682           | 1,590           |                 |
| 2013年（平成25年） | 5,414           | 3,796           | 1,618           |                 |
| 2014年（平成26年） | 5,327           | 3,708           | 1,619           |                 |
| 2015年（平成27年） | 5,325           | 3,668           | 1,657           |                 |
| 2016年（平成28年） | 5,380           | 3,742           | 1,638           |                 |
| 2017年（平成29年） | 5,467           | 3,820           | 1,647           |                 |
| 2018年（平成30年） | 5,411           | 3,784           | 1,627           | [ 東武 3 ]      |
| 2019年（令和元年） | 5,215           | 3,654           | 1,561           | [ 東武 4 ]      |
| 2020年（令和02年） | 4,140           | 2,980           | 1,160           | [ 東武 5 ]      |
| 2021年（令和03年） | 4,537           | 3,230           | 1,307           | [ 東武 6 ]      |
| 2022年（令和04年） | 4,650           | 3,228           | 1,422           | [ 東武 7 ]      |
| 2023年（令和05年） | 4,671           | 3,190           | 1,481           | [ 東武 8 ]      |
| 2024年（令和06年） | 4,651           | 3,152           | 1,499           | [ 東武 1 ]      |

## 駅周辺
- 埼玉県立宮代高等学校
- 宮代姫宮郵便局
- 宮代町立郷土資料館
- 南栗橋車両管区春日部支所（旧・春日部検修区）
- 埼玉県道85号春日部久喜線
- 姫宮神社
- 五社神社
- 西光院
- 大落古利根川
- 笠原沼落

## 路線バス
最寄りのバス停は「姫宮駅西口」停留所である。
| 乗り場     | 行先         | 運行事業者         | 備考                 |
| ---------- | ------------ | ------------------ | -------------------- |
| 姫宮駅西口 | 西原自然の森 | 宮代町町内循環バス | 12月29日〜1月3日運休 |
| 姫宮駅西口 | ぐるる宮代   | 宮代町町内循環バス | 12月29日〜1月3日運休 |

## 隣の駅
東武鉄道
 東武スカイツリーライン
■急行・■区間急行
通過
■準急・■区間準急・■普通
北春日部駅 （TS 28） - 姫宮駅 （TS 29） - 東武動物公園駅 （TS 30）